# Ориоль, Жан-Батист
Жан-Батист Ориоль (фр. Jean-Baptiste Auriol; 11 августа 1806, Тулуза — 29 августа 1881, Париж) — французский артист цирка, клоун, жонглёр, акробат, эквилибрист, канатоходец.

## Биография

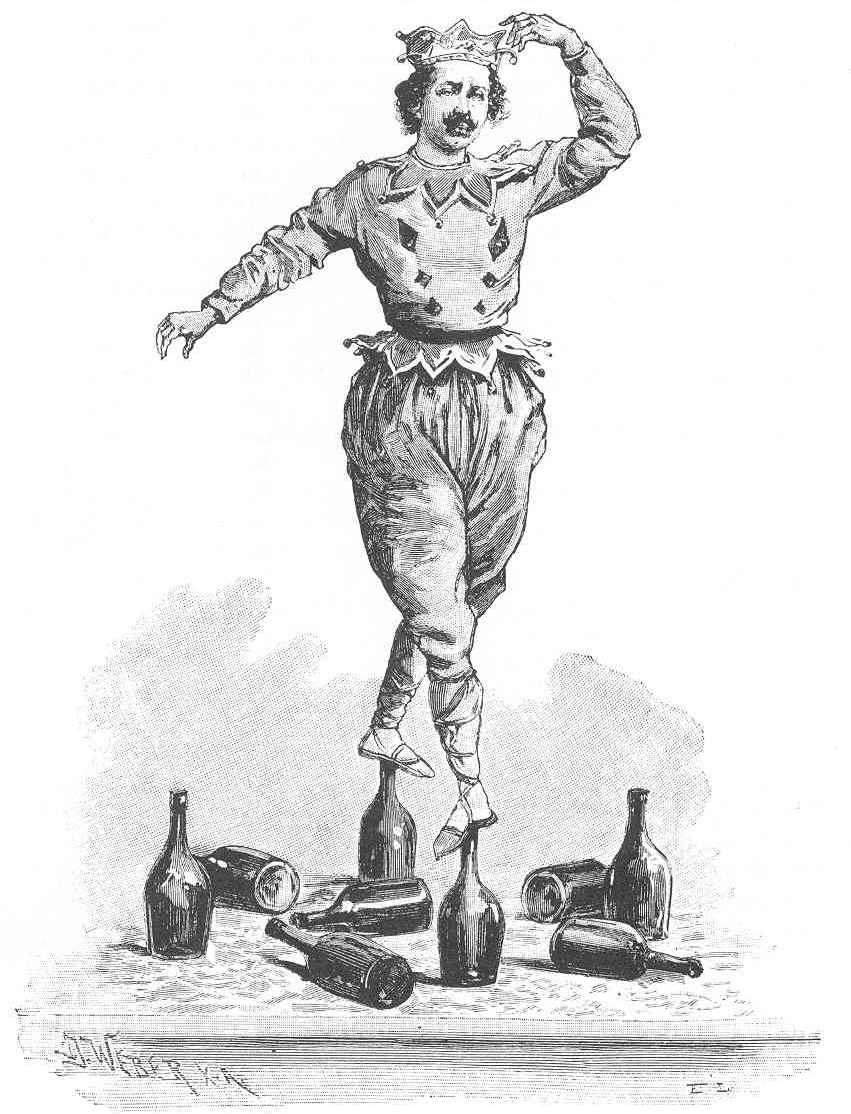
Выступление Жана-Батиста Ориоля

Родился в семье циркачей. Его отец был акробатом, канатоходцем, позже — директором театра Капитоль, а мать — наездницей-танцовщицей.
Дебютировал на арене в очень молодом возрасте, выступая вместе со своим отцом, братьями и сестрами. Через несколько лет, благодаря незаурядному актёрскому и акробатическому дарованию, стал популярен. С успехом выступал на арене цирка «Олимпик» Лорана Франкони, где со временем получал ежемесячную оплату в размере 2000 франков, которая тогда соответствовала примерно 100-кратному доходу простого работника.
Ориоль начал с того, что выступил как партнер первого комика французского цирка Жана Гонтара, но уже вскоре стал его соперником, а затем и превзошел мастера. Акробатическое искусство начинало занимать все большее место в программе и Ориоль понял, что для прочного успеха — надо усложнить акробатические трюки. У Ориоля было богатое воображение, лёгкое и изящное исполнительское мастерство. Современники называли его «человек-птица», «человек-белка». Вместе с Ориолем в цирк проник романтизм.
Часто работал со стульями, с бутылками, танцевал на туго натянутом канате, исполнял номера со свечами и бочонками, взбирался на пирамиду из столов, изображал элегантную обезьяну, работал на турнике, на ходулях, на большом трамплине. Совершая горизонтальный прыжок, перелетал через шеренгу из 24 солдат, скрестивших свои ружья с примкнутыми штыками и двойное сальто над восемью лошадьми. Его огромные прыжки принесли ему прозвище Homme Oiseau (птичка). Ориоль был прыгун с необыкновенно развитым чувством точности — выходил на арену в туфлях без задников, снимал их, делал заднее сальто и попадал ногами прямо в туфли. Одной из его самых известных его выступлений был танец на бутылках, он легко ходил по горлышкам около двадцати бутылок, поставленных на возвышение, а затем осторожно проливал одну за другой ногой.
Ориоль создал типаж, манеру, костюм. Подобно паяцам на городских площадях, он носил клетчатый костюм и шутовской колпак с бубенчиками; они весело звенели и, когда Ориоль подпрыгивал на стуле, напоминали своим звоном весёлое щебетание птиц.
В преклонном возрасте Ориоль стал играть в комических сценах.
В 1858 году он был приглашен цирком Фортюне Лалана, гастролировавшем в провинциальных городах Франции. Там он выступал в интермедиях и в пародийной сцене «Щеголь времен Директории». С успехом выступал в Париже, Мадриде, затем в Германии, Богемии, Голландии, Пруссии, Швейцарии. Вернувшись в Париж, выступал в цирке «Олимпик», который стал называться Императорским цирком. Исполнял комические роли в мини-пантомимах: «Клоун и его бабушка», «Импровизированная кавалерия», «Похищение клоуна», «Карлик». Ориоль надевал двухцветный жилет из красновато-коричневого и небесно-голубого бархата, поверх жилета шесть цепочек — из золота, коралла, серебра и драгоценных камней, у него было белое лицо, усеянное алыми, светло-голубыми и ярко-желтыми горошинами.
В последние годы жизни Ориоль был директором передвижного цирка и гастролировал по провинциальным городам Франции. Последний раз он выступил в Париже в театре «Варьете» в 1873 году.
Похоронен на кладбище Пасси.